# Albano Laziale
Albano Laziale – miasto i gmina we Włoszech, w regionie Lacjum, w prowincji Rzym.
Według danych na rok 2004 gminę zamieszkiwało 33 286 osób, 1447,2 os./km².
Miejscowość związana jest umową partnerską w Polsce z miastem Białogard w powiecie białogardzkim, województwie zachodniopomorskim.

## Współpraca
- Białogard, Polska
- Koszalin, Polska
- Olita, Litwa
- Savelli, Włochy